# Pjotr Alexandrowitsch Rumjanzew-Sadunaiski
Graf Pjotr Alexandrowitsch Rumjanzew-Sadunajski, im Deutschen manchmal auch Romanzow, (russisch Пётр Александрович Румянцев-Задунайский, wiss. Transliteration Pëtr Aleksandrovič Rumjancev-Zadunajskij; * 4. Januarjul. / 15. Januar 1725greg. in Moskau; † 8. Dezemberjul. / 19. Dezember 1796greg. bei Taschan) war ein Feldmarschall der russischen Armee.

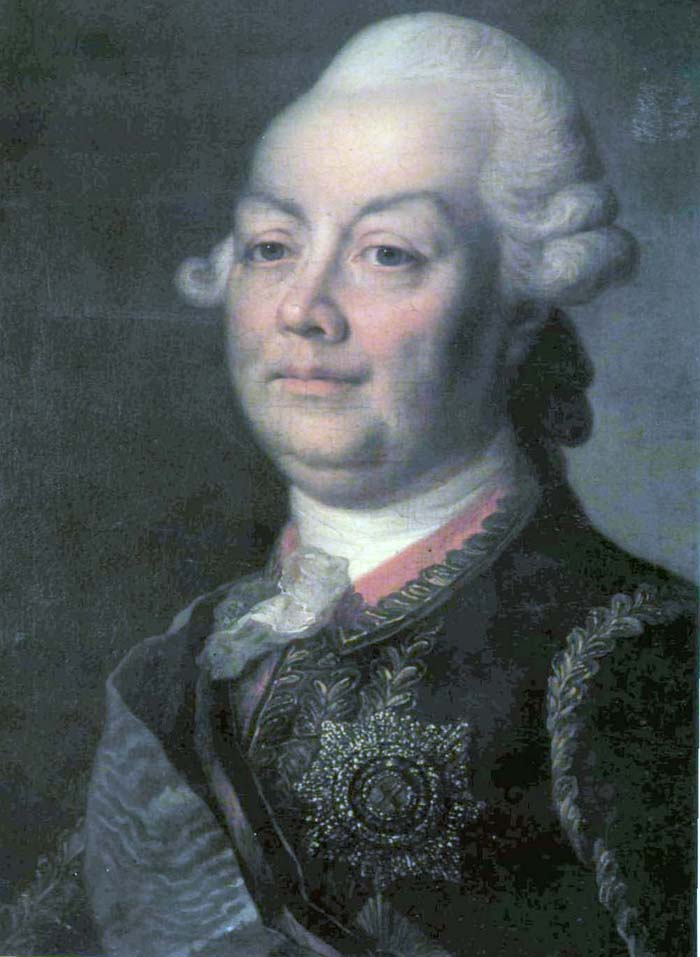
Graf Rumjanzew-Sadunaiski

## Leben

### Herkunft
Rumjanzew wurde am 4. Januar 1725 in Moskau geboren und nach Zar Peter dem Großen benannt. Sein Vater war der General Alexander Iwanowitsch Rumjanzew (1680–1749), der 1743 von Elisabeth in den Grafenstand erhoben wurde. Da Pjotrs Mutter viel Zeit in der Gesellschaft Peters I. verbracht hatte, ging das Gerücht, dass Pjotr der natürliche Sohn des Zaren sei.

### Siebenjähriger Krieg
Er diente zunächst unter seinem Vater im Krieg gegen Schweden (1741–43), und er war es, der der Zarin 1743 die Botschaft vom Friedensvertrag von Åbo überbrachte. Daraufhin wurde er zum Oberst befördert. Seinen ersten militärischen Ruhm erwarb er sich in den Schlachten des Siebenjährigen Krieges, namentlich 1757 bei Groß-Jägersdorf und 1759 bei Kunersdorf, wo er das Zentrum der russischen Schlachtaufstellung kommandierte. Am 16. Dezember 1761 nahm er nach viermonatiger Belagerung die Festung Kolberg ein. Der Besitz der Hafenstadt ermöglichte der russischen Armee erstmals eine Überwinterung in Pommern und damit eine ständige Bedrohung der Oderlinie.

### Gouverneur Kleinrusslands
Während der Regierungszeit der Zarin Katharina II. war Rumjanzew Generalgouverneur Kleinrusslands; ein Posten, den auch schon sein Vater bekleidet hatte. Rumjanzew setzte dort alles daran, die Autonomie der Atamans zu beseitigen und die neu eroberten Territorien fest ins Russische Reich einzugliedern. In dieser Zeit errichtete er in Katschanowka eine Residenz, das heutige Schloss Tarnowski.

### Russisch-Osmanischer Krieg (1768–1774)

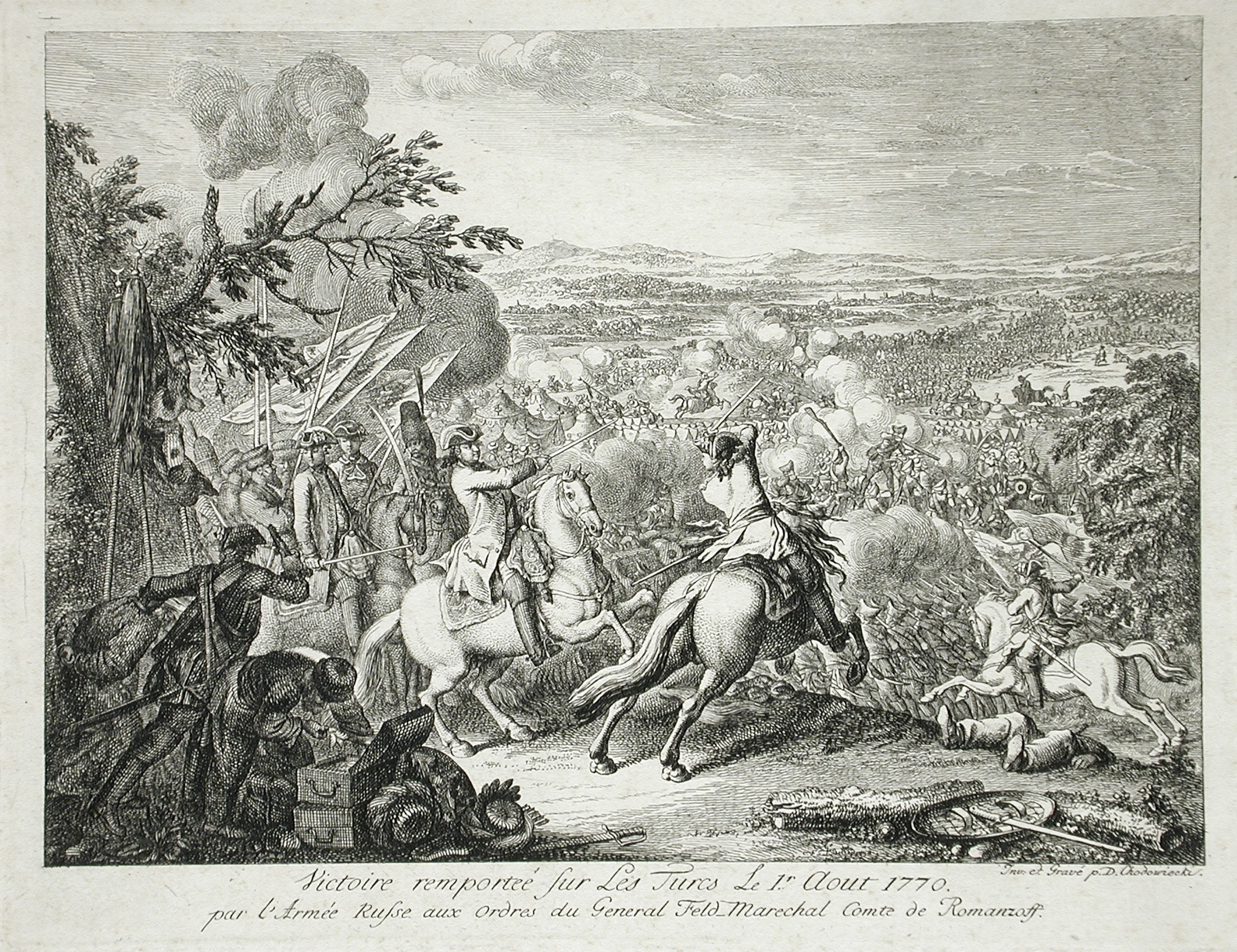
Rumjanzjew's Sieg über die Türken 1770, Radierung von Daniel Chodowiecki

Nach Ausbruch des Russisch-Türkischen Krieges 1768 erhielt Rumjanzew 1770 das Oberkommando über die Armee. Am 28. Juni 1770 schlug er unweit der Räbnia Mogila 20.000 Türken in die Flucht, trug am 18. Juli in der Schlacht an der Larga einen entscheidenden Sieg über das 80.000 Mann starke Heer des Tatarenkhans davon, schlug am 1. August in der  Schlacht von Cahul mit nur 17.000 Mann die 150.000 Mann starke Armee des Großwesirs und schloss am 21. Juli 1774 den Frieden von Küçük Kaynarca. Für seine Siege wurde er mit dem Ehrentitel Sadunaiski (d. h. Überschreiter der Donau) ausgezeichnet und von der Zarin Katharina in den Rang eines Feldmarschalls erhoben. Außerdem erhielt er ein Gut mit 5.000 Seelen (d. h. leibeigenen Bauern) zum Geschenk.
An diesem Punkt seiner Karriere war Rumjanzew zweifellos auf dem Höhepunkt seines Ruhms als Feldherr angelangt. Es heißt, dass andere Generale, namentlich Potjomkin, so eifersüchtig auf seinen Ruhm waren, dass sie mit allen Mitteln verhinderten, dass Rumjanzew je wieder ein unabhängiges Kommando erhielt. Auch König Friedrich II. von Preußen würdigte seine soldatischen Leistungen, indem er ihm 1776 den Orden vom Schwarzen Adler verlieh. 1777 wurde er Ehrenmitglied der Akademie der Wissenschaften in Sankt Petersburg.

### Russisch-Österreichischer Türkenkrieg (1787–1792)
Während des zweiten Russisch-Türkischen Krieges verdächtigte Rumjanzew-Sadunajski den Fürsten Potjomkin, seiner Armee absichtlich den benötigten Nachschub zurückgehalten zu haben, und legte deshalb sein Kommando nieder. Im polnischen Feldzug von 1794 wurde er zwar erneut zum Oberkommandierenden ernannt, tatsächlich wurden die Truppen aber von seinem Rivalen Suworow in die Schlacht geführt. Rumjanzew verbrachte seine letzten Jahre auf seinem Gut bei Taschan in der Ukraine, das er zu einer Festung ausgebaut hatte. Dort starb er am 8. Dezember 1796, nur wenige Monate nach Katharina II.

## Nachkommen
Sein Sohn Graf Nikolai Petrowitsch Rumjanzew (1754–1826) wurde russischer Staatsmann und Minister.

## Werke
Rumjanzew verfasste mehrere Werke über moderne Kriegsführung und militärische Fragen, die die theoretische Grundlage zur Reorganisation der russischen Armee durch Potjomkin bildeten.